# Конус засветки
Конус засветки или купол засветки — термин любителей астрономии, обозначающий световое пятно над источниками искусственной засветки, имеющее форму конуса или размытого треугольника. Конус засветки является важной составляющей в определении чистоты неба по шкале Бортля у любителей астрономии.

## Информация

### Возникновение
Купол засветки возникает над населенными пунктами или промышленными объектами и виден в 3-5 зонах по шкале Бортля с его стороны. Яркие городские фонари загрязняют окружающее небо и мешают наблюдениям; кроме этого, городская пыль, взвешенная в воздухе, дополнительно ухудшает состояние неба, а отражающийся от нее свет - еще сильнее.

### Проблемность

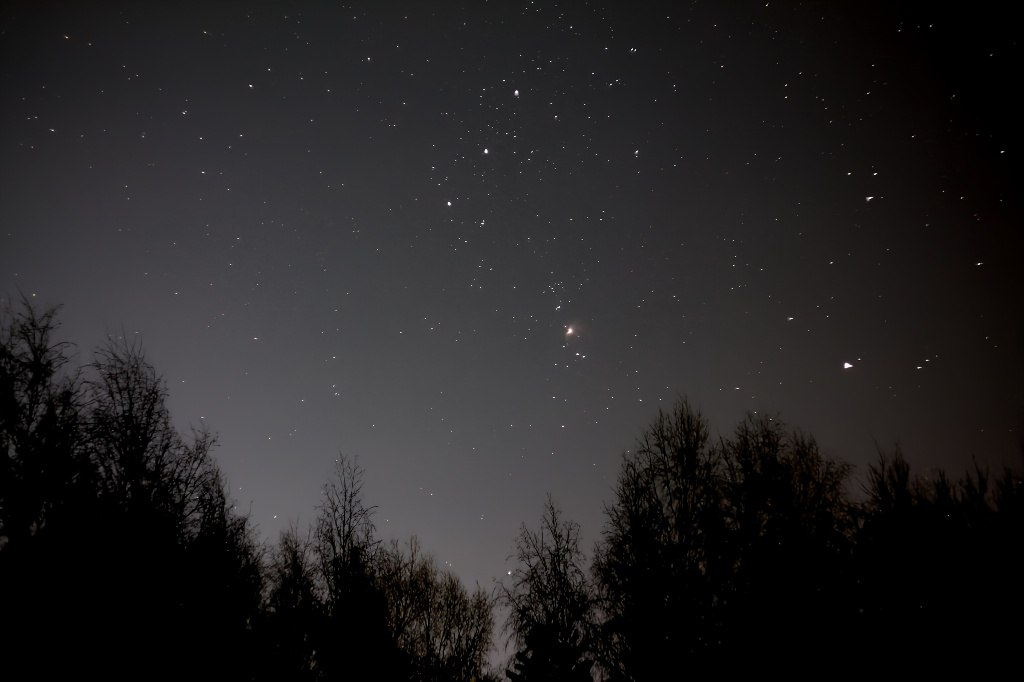
На этой фотографии южной части созвездия Ориона виден световой купол, который уменьшает свет и контраст объектов, располагающихся в нем

Купола засветки сильно мешают в наблюдениях и астрофотографии неба из-за того, что они загораживают определенную часть неба и свет от астрономических объектов, проходящий через них, ослабляется или становится вовсе невидимым.
Чем ярче, ближе и больше по площади источник засветки - тем выше видимый купол засветки от него и сильнее его мешающее влияние.